# フランチェスコ・モリーニ
フランチェスコ・モリーニ（Francesco Morini、1944年8月12日 - 2021年8月31日）は、イタリア・サン・ジュリアーノ・テルメ出身の元サッカー選手。ポジションはディフェンダー。

## 経歴
ヴェッキアーノというクラブでサッカーを始め、15歳の時に サンプドリアのユースチームに加わった。1963年にサンプのプリマベーラの選手としてトルネオ・ディ・ヴィアレッジョで優勝を果たした。1964年にトップチームの一員となり、2月2日のASローマ戦でセリエAデビューを果たした。以降レギュラーに定着し、6シーズンを過ごした。
1969-70シーズン開幕を前に、ロメオ・ベネッティとのトレードに絡んでユヴェントスの一員となった。ここでは5度のセリエA優勝、クラブ初の欧州主要タイトルとなる、UEFAカップなど、7つのタイトル制し、公式戦372試合に出場した。彼のポジションとプレーは、セルジオ・ブリオへと受け継がれた。キャリアの最後は、NASLのトロント・ブリザードでプレーした。引退後の1981年にユヴェントスのフロント入りし、いくつかの要職を務め、13年間在籍した。
イタリア代表として、1973年の2月25日にトルコ戦で代表デビュー。1974年の1974 FIFAワールドカップでは3試合に出場した。
2021年8月31日に心臓発作により、77歳で死去した。

## 人物
プロ入り後のキャリアでは、1得点もあげることは無かったが、1960年代から70年代にかけて、強靭で最も恐れられたストッパーであった。相手FWからボールを奪うことを得意とし、パイレーツ・モーガンというニックネームで知られていた。ルイジ・リーヴァは、モリーニについて、「好戦的で容赦がなく、最も嫌な対戦相手であった。」としている。
プロ生活で記録したオウンゴールは7つで、これはセリエAの歴史において、フランコ・バレージとリカルド・フェッリの8に次いで多い。

## タイトル
ユヴェントス
- セリエA : 1971–72, 1972–73, 1974–75, 1976–77, 1977–78
- UEFAカップ : 1976-77
- コッパ・イタリア  : 1978-79

サンプドリア
- セリエB : 1966-67